# Bánffy-kastély (Kolozsborsa)
A kolozsborsai Bánffy-kastély műemlék épület Romániában, Kolozs megyében. A romániai műemlékek jegyzékében a  CJ-II-m-B-07536 sorszámon szerepel.